# Samson Jakovlevič Makincev
Samson Jakovlevič Makincev (in russo Самсо́н Я́ковлевич Маки́нцев?), più noto come Samson Khan o Sam Khan (in persiano سامسون‌خان‎), (1780 – 1849) è stato un generale dell'esercito imperiale persiano di origine russa.
Fu uno dei tanti disertori russi che all'epoca delle guerre russo-persiane del 1804-1813 e del 1826-1828 passarono al servizio della Persia della dinastia Qajar.

## Biografia
Nei primi anni del XIX secolo, numerosissimi militari russi disertarono gli eserciti della Russia imperiale che combattevano nel Caucaso e si arresero alle forze persiane, per poi entrarne a far parte. L'allora comandante in capo dell'esercito persiano, il principe ereditario Abbas Mirza, era desideroso di arruolare il maggior numero possibile di disertori russi, perché il loro addestramento militare era un'utile risorsa per il suo nuovo esercito regolare. All'inizio utilizzò singoli disertori per addestrare i nuovi reggimenti. In seguito, visto il continuo crescere del loro numero, decise di incorporarli nei reggimenti del Nezam-e Jadid e, infine, li trasformò in un'unità separata. Fra i più notevoli dei disertori che si arruolarono nell'esercito persiano ci fu Samson Jakovlevič Makincev, un wachtmeister (in russo Bахмистр?, Vachmistr) del Reggimento dragoni di Nižnij Novgorod che disertò nel 1802, poco prima dell'inizio della guerra russo-persiana del 1804-1813.

### Gioventù
Makincev nacque nel 1780 sulla linea caucasica ed era figlio di un soldato di origine ucraina. Si arruolò nei dragoni nel 1799, all'età di 19 anni. Il registro di servizio del Reggimento dragoni di Nižnij Novgorod del tenente generale V. V. Grušenko, alla data del 1º gennaio 1800, riporta le seguenti informazioni su Makincev: “Samson Makancov, figlio di Jakov. 19 anni, altezza 2 aršin, 4 1/2 veršok (162 cm). Viso bianco, capelli biondo chiaro, occhi grigi. Sa leggere e scrivere il russo. Non sposato. Arruolato nello squadrone del maggiore O. A. Kulikovskij come dragone il 14 settembre 1799, tra i figli di soldati del reggimento che avevano raggiunto l'età adulta”. Il riferimento a "Makancov" come appartenenete ai “figli dei soldati” (soldatskie deti) significava che egli faceva parte di una categoria sociale giuridicamente definita, prevista nella tavola dei ranghi della Russia imperiale. Secondo questo sistema di classificazione, i figli dei soldati appartenevano all'istituzione militare (voennoe vedomstvo) ed erano quindi destinati al servizio militare. L'appartenenza di Makincev a questa classe sociale spiega probabilmente perché fosse alfabetizzato, in un'epoca in cui ciò era molto raro per i soldati russi di rango inferiore. In quanto membro dei soldatskie detii, aveva forse avuto accesso ad una scuola militare, ricevendo una certa istruzione.

### In Persia
Il motivo della diserzione di Makincev non è noto con certezza, ma pare che gli uomini del suo reggimento fossero convinti che avesse rubato i bocchini delle trombe d'argento del reggimento. Fuggì nel 1802, all'età di 22 anni,  e si consegnò ai persiani. Entrò quindi al servizio di Abbas Mirza e fu nominato tenente di uno dei nuovi reggimenti del Nezam-e Jadid, il fawj-i Erivan (il Reggimento di fanteria di Erevan, dal nome di una delle province caucasiche minacciate dalla Persia).
Grazie ai suoi sforzi, che includevano l'arruolamento di altri fuggitivi, Makincev si guadagnò la promozione al grado di maggiore. Ben presto metà del Reggimento di Erevan fu composto da disertori. Avendo notato l'apprezzamento di Abbas Mirza per il loro operato, i disertori russi espressero la loro insoddisfazione nei confronti del comandante persiano del reggimento e chiesero che quest'ultimo fosse sostituito da Makincev. Abbas Mirza, che non era disposto a porre sotto il diretto comando di russo un'unità mista che comprendeva persiani musulmani, istituì invece un'unità separata di disertori e ne affidò il comando, prima con il grado di colonnello e in seguito di generale, a Makincev, che prese il nome di Samson Khan.
Makincev ottenne rapidamente la completa fiducia di Abbas Mirza, che diede all'unità composta da soli russi il nome di "Battaglione degli eroi" (in russo Батальон богатырей?, Batal'on Bogatyrej, in persiano گردان بهادران ‎, Gordān-e Bahādorān), che utilizzò per costituire la sua guardia di palazzo. Si trattava dell'unità più affidabile del Nezam-e Jadid, ed era meglio addestrata e più regolarmente pagata rispetto alle unità costituite da truppe autoctone. Lo shah Fath Ali Shah Qajar e Abbas Mirza facevano affidamento su di essa per reprimere le ribellioni interne. Veniva utilizzata soprattutto in tutte le questioni legate al “malcontento di sapore religioso”.
All'inizio Makincev si limitò a reclutare, tra i russi che trovò a Tabriz, disertori, prigionieri di guerra e persino contadini in fuga. Dopo le gravi perdite subite dalla sua unità nella guerra russo-persiana del 1804-1813, Makincev assunse un atteggiamento più attivo. Non si limitò infatti ad aspettare che i disertori arrivassero di propria iniziativa a Tabriz, ma si adoperò per incoraggiare la fuga dei soldati dell'esercito russo che allora occupava il territorio persiano corrispondente all'odierno Azerbaigian. Utilizzò vari metodi, tra cui “allettamenti, denaro e astuzia”, e organizzò piani per incoraggiare le truppe russe a disertare le loro unità. Prima si cercava di persuadere i soldati russi, poi gli uomini di Makincev li facevano ubriacare e li catturavano.
Makincev raggiunse il grado di generale. La sua reputazione di soldato di fiducia del principe ereditario e l'accoglienza che riservava a chi disertava, ormai ben note tra le truppe russe, ebbero come effetto un flusso costante di disertori. Diverse centinaia di prigionieri di guerra russi furono arruolati anche nel "Battaglione degli eroi". Con il passare del tempo, i figli dei soldati disertori che si erano sposati in Persia furono arruolati nel battaglione, come accadeva in Russia.
Il numero degli uomini del battaglione fluttuava. Per il 1822 si stimano 800-1.000 uomini, ma dopo la guerra russo-persiana del 1826-1828 si parla di ben 3.000 uomini. Solo nel 1833 arrivarono 400 nuovi disertori dalla Russia. Rispetto alle truppe indigene del Nizam-e Jadid, si trattava di un numero consistente che, sebbene fluttuante e incerto, ammontava probabilmente a circa 12.000 unità all'inizio degli anni 1830. Alcuni soldati decisero di stabilirsi in modo permanente in Persia e si integrarono nella società locale, dove la loro abituale ubriachezza non costituiva apparentemente un ostacolo all'accettazione sociale. Alcuni desideravano tornare a casa, ma molti si sposarono, misero su famiglia, ottennero delle terre e a quanto pare vissero bene. Lo stesso Makincev abitava una grande casa nella cittadella di Tabriz e aveva contratto un matrimonio estremamente vantaggioso con la figlia del principe in esilio Alessandro di Georgia.
Il battaglione di Makincev costituiva il nucleo di combattimento del Nizam-e Jadid e sembra che fosse molto combattivo. Durante la guerra russo-persiana del 1804-1813, il reggimento di Makincev partecipò alla decisiva battaglia di Aslanduz. Anche se questa battaglia fu una grave disfatta per i persiani, sembra che le truppe di Makincev abbiano impegnato le truppe del generale Pëtr Stepanovič Kotljarevskij con un certo successo, riuscendo quasi ad annientarle. Kotljarevskij, da parte sua, si vendicò presto: i disertori russi tra i prigionieri furono impiccati e trafitti con le baionette. Durante la guerra russo-pesiana del 1826-1828, gli uomini del battaglione si fecero degli scrupoli e Makincev cercò di evitare un confronto diretto nei combattimenti, dichiarando che “i russi avevano giurato sul Santo Vangelo che non avrebbero sparato sui compagni cristiani”. Abbas Mirza era però deciso a sfruttare la sua esperienza e lo nominò suo consigliere militare. Il battaglione partecipò quindi alla guerra a condizione di essere tenuto di riserva, anche se alla fine fu coinvolto in operazioni militari. Dopo la guerra Makincev si ritirò dal servizio attivo e nominò colonnello e comandante del battaglione suo genero Evstafij Vasil'evič Skryplev, un sottufficiale che aveva da poco disertato dal reggimento di fanteria di Našeburg.

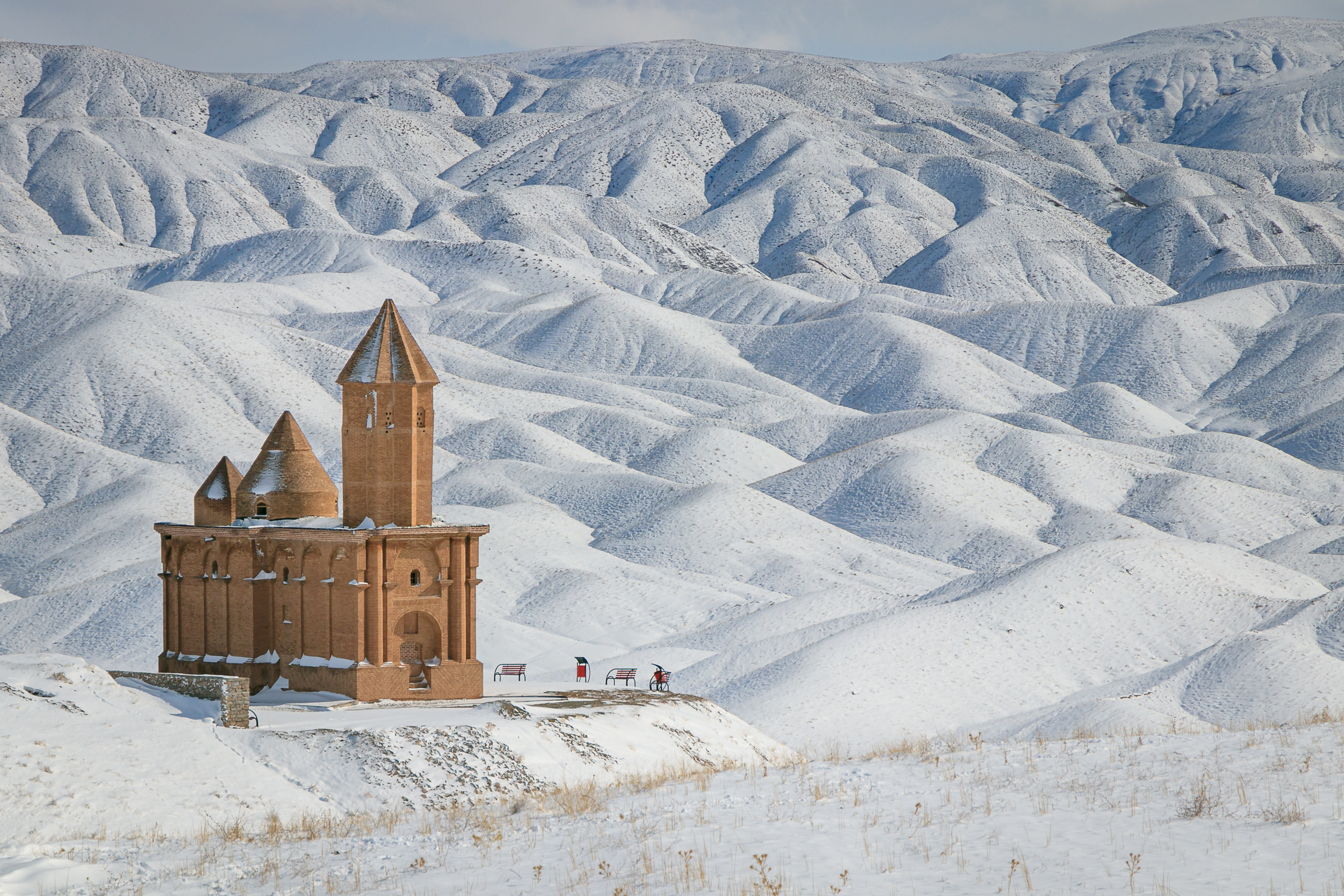
Chiesa di San Giovanni di Sohrol

Per anni la Russia fece grandi sforzi e attuò politiche di pacificazione per rimpatriare i disertori, con un successo, alla fine, relativamente buono. Makincev, da parte sua, non accettò alcuna offerta, probabilmente per paura di essere trattato diversamente dagli altri disertori, processato e punito. Morì nel 1849 e fu sepolto sotto l'altare della chiesa chiesa ortodossa di San Giovanni di Sohrol, che lui stesso aveva ricostruito nel 1840
All'inizio degli anni 1850 il "Battaglione degli eroi" era stato ormai sciolto e i suoi resti erano stati assorbiti dalle unità indigene del Nizam-e Jadid.

## Vita privata
Makincev si sposò tre volte. La prima con una armena del villaggio di Qezeljah, presso Salmas nel khanato di Khoy, che Makincev uccise per infedeltà. La seconda con Elizaveta, figlia del principe Alessandro di Georgia. La terza con una donna ignota, morta senza figli.
Dal primo matrimonio ebbe tre figlie. Dal secondo ebbe un figlio, Jebrail, e una figlia, Anna. Suo figlio Jebrail servì in seguito come aiutante di campo dello shah Naser al-Din e divenne noto con il nome di Jebrail Khan.